# Dave Liebman
Dave Liebman (Brooklyn, 1946. szeptember 4. –) amerikai szaxofonista, fuvolás. A John Coltrane hatása által „befolyásolt” modern dzsessz egyik fontos zenésze.

## Pályakép
Zsidó családban született. 1949-ben megbetegedett gyermekbénulásban. Kilenc évesen kezdett klasszikus zongorát taulni, tizenkét évesen pedig szaxofonozni. A dzsessz iránti érdeklődését az váltotta ki, hogy John Coltrane-t élőben látta New York-i klubokban játszani.
A középiskolában és a főiskolában Liebman dzsessz iránti érdeklődését Joe Allard, Lennie Tristano és Charles Lloyd csak fokozta. A New York-i Egyetem történelem szakon való elvégzése után kezdte magát komolyan a dzsesszzenész pályának szentelni. Kezdetben egy dzsesszrock zenekarban, a Ten Wheel Drive-ban járszott, ahol ő volt az egyetlen fúvós. Két évig Elvin Jones zenekarának tagja volt, Miles Davisszel készített felvételeket, majd 1973-ban és 1974-ben világszerte turnézott. Sikeres volt első saját együtteaével, a Lookout Farmal is.
1977-ben Chick Coreával turnézott.
Európában számos zenésszel lépett fel: Joachim Kühn, Daniel Humair, Paolo Fresu, Jon Christensen, Bobo Stenson, Wolfgang Reisinger, Harry Pepl, Michel Portal, Jean-Paul Céléa; továbbá a WDR Big Band Kölnnel.
Liebman számos ismeretterjesztő művet írt. A szaxofonosok körében különösen nagy tisztelet övezi a „Developing a Personal Saxophone Sound“ című könyvét, amelyben leírta a szaxofon hangképzésének teljes folyamatát. 2018-ban Dave Liebman személyes archívumát a bostoni Berklee College of Musicnak adományozta.

## Lemezválogatás
- 2022: Truth and Honesty (Ben Monder, John Hébert)
- 2021: Dave Liebman & Richie Beirach: Empathy – 5-CD Box
- 2019: Dave Liebman, Adam Rudolph, Hamid Drake: Chi
- 2018: Michael Stephans, David Liebman, Marc Copland, Drew Gress: Quartette Oblique
- 2017: Dave Liebman & Joe Lovano: Compassion: The Music of John Coltrane
- 2015: Dave Liebman & Richie Beirach: Balladscapes
- 2014: Presents Ceremony (Willy Rodriguez, Paolo Stagnaro, Gabo Lugo, Marcos López, Oscar Stagnaro)
- 2012: David Liebman & Ellery Eskelin: Non Sequiturs
- 2009: Dave Liebman Group: Live at MCG Phil Markowitz, Vic Juris, Tony Marino, Jamey Haddad
- 2008: Dave Liebman & Enrico Intra Liebman meets Intra Contenuto
- 2005: Dave Liebman & Bobby Avey: Vienna Dialogues
- 2005: David Liebman, Richie Beirach, Ron McClure, Billy Hart: Redemption
- 2004: Dave Liebman Group: In a Mellow Tone (Vic Juris, Tony Marino, Jamey Haddad
- 2003: Andreas Schmidt & Dave Liebman & Friends in Berlin
- 1990: David Liebman Quintet If They Only Knew (Terumasa Hino, John Scofield, Ron McClure, Adam Nussbaum)
- 1986: The Loneliness of a Long Distance Runner (szólólemez)
- 1986: David Liebman, Richard Beirach, Ron McClure, Billy Hart Quest II
- 1981: Dave Liebman, Richie Beirach, George Mraz, Al Foster Quest

## Díjak
- 1987: The ARIA Music Awards

- 1997: A Sibelius Akadémia díszdoktora, Helsinki, Finnország
- 2009: Művészeti Rend, Franciaország
- 2011: National Endowment for the Arts (NEA)
- 1998, 2004: Grammy-díj jelölések